# Полуда Володимир Васильович
Полуда Володимир Васильович (2.07.1962, с.Припутні, Чернігівської області) – художник-аматор, народний майстер образотворчого та декоративно-прикладного мистецтва м.Ніжина (2019).

## Життєвий шлях
Володимир Полуда  народився 2 липня 1962 року в с.Припутні, Ічнянського району, Чернігівської області. Батько – Полуда Василь Лукич працював головою колгоспу ім.Ватутіна, мати – Валентина Василівна, вчителька німецької мови в середній школі с.Припутні. В 1979 році закінчив середню школу в селі Припутні. Протягом всього навчання займався в різних гуртках: фотографією, грою на гітарі та образотворчому. В 1984 році закінчив Полтавський сільськогосподарський інститут (спеціальність вчений-агроном), де протягом всього навчання був учасником студентського академічного хору, оформляв і випускав  стінгазети  і листки. 1984 – 1985 – служба в армії в Монголії.
З 1985 по 1987 рр. працював агрономом по захисту рослин в СДС «Маяк» с.Крути Ніжинського району.
З 1988 по 1996 р. – агрономом в Райсільгоспхімії. Потім начальником Хімбази.
З 1996 по 2002 р. – інженером з маркетингу на Ніжинському механічному заводі.
З 2002 року працює в охоронних структурах в м.Києві.
Проживає в м. Ніжин Чернігівської області.

## Творчість
Спочатку малював графічні роботи. З 2015 займається пейзажним живописом, портретами. Малює олійними фарбами.  Деякі роботи експонуються в музеях України. «Козак Мамай в сучасних умовах» експонується в музеї Марії Заньковецької, с.Заньки. З 2017 року – постійно діюча виставка робіт в рідній школі с.Припутні. Постійно діюча експозиція в ІА «Інтерфакс-Україна». 2019 рік – персональна виставка в Ніжинському краєзнавчому музеї. Постійно бере участь в ярмарках, які проходять до різних свят (День Святого Миколая, Покрова, День міста).

Вдостоєний багатьма подяками, грамотами, дипломами за професійну майстерність та збереження національної скарбниці.

Народний майстер образотворчого та декоративно-прикладного мистецтва міста Ніжина Чернігівської області.